# Mauna Kea
A Mauna Kea a Hawaii-szigetek legnagyobb szigetének, Hawaiinak a legnagyobb, jelenleg szunnyadó pajzsvulkánja. A vulkán csúcsának tengerszint feletti magassága 4205 m, ezzel egyben Hawaii állam legmagasabb hegycsúcsa is. Ha azonban a lábától a csúcsáig mérjük, a tengerszint alatti részeket is beleértve, akkor 10 203 m magas, és ezzel a legmagasabb hegy a Földön. Hegylábtól mért magasságával a tizenegyedik legmagasabb hegycsúcs a Naprendszerben. A Mauna Kea pajzsvulkánjának képződése mintegy egymillió éve kezdődött meg, és utoljára 4500 éve tört ki, mely kitörés a legalább 7 kitörési központot eredményező, 6000 és 4000 évvel ezelőtti időszak aktív periódusához tartozik. Neve „fehér hegy”-et jelent, ezt hósapkája miatt kapta.
Az ősi hawaii hagyomány szerint a hegycsúcsok szentnek számítottak, főként a Mauna Kea, és csúcsára csak magas rangú törzsfőnökök mehettek fel. A 20. században csillagászati teleszkópokat építettek a tetejére: Keck Obszervatórium, Gemini Obszervatórium, Subaru távcső.

## Földtani háttér
A Mauna Kea, csakúgy mint a többi hawaii vulkán, a Hawaii–Emperor fenékhegy-láncot létrehozó Hawaii forrópont-vulkanizmus eredménye. Az öt hawaii vulkánból a Mauna Kea a negyedik legidősebb, és aktivitás szempontjából is a negyedik helyre sorolható, jelenleg szunnyadó kategóriába tartozik. Össztérfogata meghaladja a 3200 km³-t. Fő tömegét tholeiites bazalt alkotja, melyet a Hāmākua alkálibazalt vulkáni sorozata fed le. Erre települnek a 65 000–4 000 éves korú Laupāhoehoe vulkanitok.